# یوان گیوری پاسکو
یوان گیوری پاسکو (رومانیایی: Ioan Gyuri Pascu؛ ‏ تلفظ رومانیایی: [iˈo̯an ˈɡjuri ˈpasku]؛ ‏ زادهٔ ۳۱ اوت ۱۹۶۱) خوانندهٔ موسیقی پاپ، تهیه کننده، بازیگر و کمدین اهل کشور رومانی است. وی از سال ۱۹۷۷ میلادی تاکنون مشغول فعالیت بوده‌است. وی در دههٔ ۱۹۹۰ میلادی رهبر یک گروه موسیقی به نام «کارگران آبی» بود.
از فیلم‌هایی که وی در آن‌ها نقش داشته است، می‌توان به غرب اشاره نمود.